# Clay Tucker
Clay Tucker   (Lima, 14 de juny de 1980) Clay Javen Tucker és exjugador estatunidenc de bàsquet. És un escorta d'1,96 m. Es va caracteritzar per les seves qualitats ofensives, el seu tir de 3 (on aconseguia uns grans percentatges) i la seva irregularitat.

## Biografia
Tucker va jugar a bàsquet universitari a la Universitat de Wisconsin-Milwaukee del 1998 al 2003, on ell i Dylan Page van ajudar els Panthers a la seva primera aparició al Torneig de la NCAA el 2003.
Tucker ha rebotat durant gran part de la seva carrera professional, jugant per a diversos equips tant als Estats Units com a Europa. La seva temporada més exitosa va ser la 2004–05, com a membre dels Utah Snowbears a l'Associació Americana de Bàsquet . Va ser el màxim anotador d'Utah, amb una mitjana de més de 20 punts per partit. Va fer equip amb Harold Arceneaux per portar els Snowbears a un rècord de 27-1 aquella temporada, el millor de la lliga. No obstant això, la franquícia va deixar de funcionar pocs dies abans de la ronda del campionat. Tot i jugar només una temporada a la lliga, va ser nomenat al primer equip de la dècada de l'ABA per a la temporada 2000–2009.
Tucker va jugar a la Lliga d'estiu de l'NBA amb els Cleveland Cavaliers el 2008 i els Detroit Pistons el 2009. Més tard, el 2009, es va traslladar a Europa, signant primer amb Cajasol, després passant al DKV Joventut, abans d'incorporar-se finalment al Reial Madrid el 2010. L'agost de 2011 va fitxar amb Lottomatica Roma. El febrer de 2013, va signar un contracte amb Hacettepe Üniversitesi. L'agost de 2013, va signar amb TED Ankara Kolejliler. El 7 de març de 2016, es va separar del seu club Torku Konyaspor. El 18 d'octubre de 2016, va signar amb el Byblos Club.

## Trajectòria
Trajectòria
- High School. Perry, Lima (EUA)
- 1998-99. Wisconsin-Milwaukee (EUA). NCAA
- 1999-00. Wisconsin-Milwaukee (EUA). NCAA
- 2000-01. Wisconsin-Milwaukee (EUA). NCAA
- 2001-02. Wisconsin-Milwaukee (EUA). NCAA
- 2002-03. Wisconsin-Milwaukee (EUA). NCAA
- 2003-04. Sundsvall Dragons (Suècia). Basketligan
- 2004. Southern Crescent Lighting (EUA). WBA
- 2004-05. Utah Snowbears (EUA). ABA
- Mar. 2005. Kansas City Steers (EUA). NABL
- Abr. 2005. MENT Vassilakis (Grècia). HEBA
- Sep. 2005. Polpak Swiecie (Polònia). EBL
- 2005-06. Arkansas RimRockers (EUA). D-League
- 2006-07. Arkansas RimRockers (EUA). D-League
- Abr. 2007. Le Mans (França). LNB
- 2007-08. Siviglia Wear Teramo (Itàlia). Lega
- 2008. Khimki BC (Rússia). Superleague. S'incorpora al febrer
- 2008-09. BC Kiev (Ucraïna). Superleague.
- 2009. Cajasol. ACB. S'incorpora al febrer
- 2009-2010. DKV Joventut. ACB
- 2010-2011 Reial Madrid CF. ACB
- 2011-12. Virtus Roma (Itàlia). Lega
- 2012- València Basket. ACB